# Lacapelle-Livron
Lacapelle-Livron is een gemeente in het Franse departement Tarn-et-Garonne (regio Occitanie) en telt 179 inwoners (1999). De plaats maakt deel uit van het arrondissement Montauban.

## Geografie
De oppervlakte van Lacapelle-Livron bedraagt 13,8 km², de bevolkingsdichtheid is 13,0 inwoners per km².
De onderstaande kaart toont de ligging van Lacapelle-Livron met de belangrijkste infrastructuur en aangrenzende gemeenten.

## Demografie
Onderstaande figuur toont het verloop van het inwonertal (bron: INSEE-tellingen).